# Princeton (Carolina del Nord)
Princeton és una població dels Estats Units a l'estat de Carolina del Nord. Segons el cens del 2006 tenia 1.093 habitants.

## Demografia
Segons el cens del 2000, Princeton tenia 1.066 habitants, 471 habitatges i 310 famílies. La densitat de població era de 605,3 habitants per km².
Dels 471 habitatges en un 28% hi vivien nens de menys de 18 anys, en un 45% hi vivien parelles casades, en un 17,8% dones solteres, i en un 34% no eren unitats familiars. En el 30,8% dels habitatges hi vivien persones soles el 15,9% de les quals corresponia a persones de 65 anys o més que vivien soles. El nombre mitjà de persones vivint en cada habitatge era de 2,26 i el nombre mitjà de persones que vivien en cada família era de 2,8.
Per edats la població es repartia de la següent manera: un 23,5% tenia menys de 18 anys, un 8,9% entre 18 i 24, un 24,7% entre 25 i 44, un 25,8% de 45 a 60 i un 17,1% 65 anys o més.
L'edat mediana era de 39 anys. Per cada 100 dones de 18 o més anys hi havia 74,1 homes.
La renda mediana per habitatge era de 24.706 $ i la renda mediana per família de 31.705 $. Els homes tenien una renda mediana de 26.726 $ mentre que les dones 20.690 $. La renda per capita de la població era de 14.389 $. Entorn del 17,8% de les famílies i el 23,1% de la població estaven per davall del llindar de pobresa.

## Poblacions més properes
El següent diagrama mostra les poblacions més properes.